# AWA世界ジュニアヘビー級王座
AWA世界ジュニアヘビー級王座（AWAせかいジュニアヘビーきゅうおうざ、AWA Junior Heavyweight Championship）は、AWAが管理、認定していた王座。
2006年にAWAスーパースターズによって同名のタイトルが復活しているが、それについてはAWA世界ジュニアヘビー級王座（AWAスーパースターズ版）の項参照。

## 歴史
1964年12月、AWAがダニー・ホッジを初代王者に認定。しかし、ホッジの一代限りで封印された。

## 歴代王者
| 歴代 | 選手           | 獲得日付   | 獲得場所 （対戦相手・その他） |
| ---- | -------------- | ---------- | ----------------------------- |
| 初代 | ダニー・ホッジ | 1964年12月 | 不明 AWAから指名              |